# South Elkington
South Elkington – wieś w Anglii, w Lincolnshire. Leży 36,2 km od Lincoln i 207 km od Londynu.
W 1961 roku civil parish liczyła 282 mieszkańców.